# 寺門秀介
寺門 秀介（てらかど しゅうすけ、1975年4月2日 - ）は、東京都足立区出身の和歌山放送のアナウンサー。血液型はB型。

## 人物
- 東京都足立区立伊興小学校、明治大学附属明治中学校・高等学校を卒業。
- 明治大学卒業後、1998年に和歌山放送に入社。妻は、同局元パーソナリティの南くるみ。2004年から2008年9月までは田辺支局で勤務。その後は本社報道制作部でアナウンサー兼報道記者として勤務している。
- ディレクターとして「深夜のブリュレ」(現在は終了)を担当していたことがある。
- 2009年4月21日に和歌山毒物カレー事件の上告が最高裁で棄却された際、最高裁に出向いて中継レポートを行った。その模様は、当日のニュース・パレードでも放送され、最高裁からの中継も担当した。なお、この取材が評価され、2009年のニュース・パレード大賞を受賞した[2]。その他にも、毎年夏などに放送されるNRN各局が参加するレポートなどに出演している。
- 田辺支局勤務時は、地元出身の番組アシスタントの吉田昌代やラジオカーレポーターの山下博美（キヨちゃん）らとともに、人気を博した。また、多くのジングルを制作し、大学の先輩であるニッポン放送の山本剛士アナウンサー（当時のマイクネームは山本元気）や、自身の父親が登場するものもあった。
- 2011年の平成23年台風第12号による集中豪雨が発生した際は、被害が集中した県南部地方に出向き、Wbsニュース 今日あすなどでレポートを届けた。その後、復興応援番組「たぁ坊・テラゾーのやりこむラジオ」を新宮支局の気象予報士・引本孝之とともに担当している。そして、2012年からはNHK和歌山放送局・テレビ和歌山とともに「紀南へ行こう」キャンペーンの和歌山放送代表として、様々な取り組みを行っている。
- 和歌山県田辺市で開催されている「弁慶まつり」において、弁慶役に選ばれたことがある[3]。
- 和歌山放送ディレクターでパーソナリティのcherryが髪の毛を剃った際に、「罰ゲーム？」と聞くのが二人の間のお約束だという。
- 2009年のラジオ・チャリティー・ミュージックソン夜の部で放送された「メディア解体新書」では、南関東の独立局について熱く語った。実家のアンテナを動かせば、神奈川・千葉・埼玉が映ることや、なのはな体操や「十万石まんじゅう」が紹介していた（十万石まんじゅうについては実際に試食）。
- ラジオ・チャリティー・ミュージックソンとwbsニュース 今日あすの放送および担当が重なった場合、交通情報のBGMがニニ・ロッソの「夢のトランペット」に変えていた。

## 担当番組

### 現在
- 報道記者・ニュースデスク、ディレクター、プロデューサー
- wbsニュース5（月・火 メインパーソナリティ）
- 経済ジャーナル（パーソナリティー）
- 和歌山県議会ダイジェスト

### 過去
- 南紀応援隊〜秀介がゆく～（田辺支局単独放送・平日午後1時～3時）
- ｗbs ニュース今日あす
- 和歌山ライブ 夕方わくわく
- ニュースde和歌山 ちょくダネ。（月-木第二部メインパーソナリティ）
- ウィークリー和歌山（サタデーニュース&スポーツのコーナー）
- 佐山和夫のマンスリートーク（アシスタントパーソナリティ）
- 東日本大震災,台風23号集中豪雨,選挙などの報道特別番組
- ぐるっと関西おひるまえ（2011年6月30日放送。上述の「紀南へ行こう」の広報で、NHK和歌山放送局の山崎ひな子,テレビ和歌山の上枝俊也とともに出演）
- たぁ坊・テラゾーのやりこむラジオ
- 和歌山県市町村対抗ジュニア駅伝実況中継（主に各中継所からの実況やスタートの実況を担当している）
- メディア解体新書（2009年12月24日のラジオ・チャリティー・ミュージックソン夜の部）
- 「つかえるね。和歌山放送radiko」(2012年4月1日放送)
- 第62回全国植樹祭中継(2011年5月22日午前7時30分~午後1時放送)
- 紀の国わかやま国体・紀の国わかやま大会開催記念イベント(2012年9月9日正午～午後2時放送)

など他多数